# Autosticha relaxata
Autosticha relaxata es un lepidóptero de la familia Autostichidae. Fue descrito por Meyrick en 1916. Se encuentra en Sri Lanka.
La envergadura de las alas es de 11-12 mm. Las alas anteriores son de color grisáceo-ocreo claro, con partes más oscuras. Las alas posteriores son grises.